# Bremer/McCoy
Bremer/McCoy er en dansk jazz-duo.
Gruppen blev dannet i 2012 af bassist Jonathan Bremer og pianist Morten McCoy. Deres musik beskrives blandt andet som værende "i grænselandet mellem reggae og meditativ modal-jazz."
Duoens første tre albums blev udgivet på pladeselskabet Raske Plader, mens deres tre seneste er udgivet på pladeselskabet Luaka Bop.

## Diskografi
Albums
- Enhed (2013)
- Ordet (2015)
- Forsvinder (2016)
- Utopia (2019)
- Natten (2021)
- Kosmos (2024)

Gruppen medvirker desuden på den anden halvdel af Peter Sommer-albummet Elskede At Drømme, Drømmer Om At Elske fra 2018.